# Acer platanoides
L'acero riccio o acero platanoide (Acer platanoides L.) è un albero della famiglia delle Sapindacee, che cresce in boschi di latifoglie umidi e riparati. Si accompagna ad altri aceri, specialmente Acer pseudoplatanus (entrambi hanno portamenti simili), nelle forre mesofile centro-settentrionali. Viene spesso coltivato a scopo ornamentale.

## Descrizione

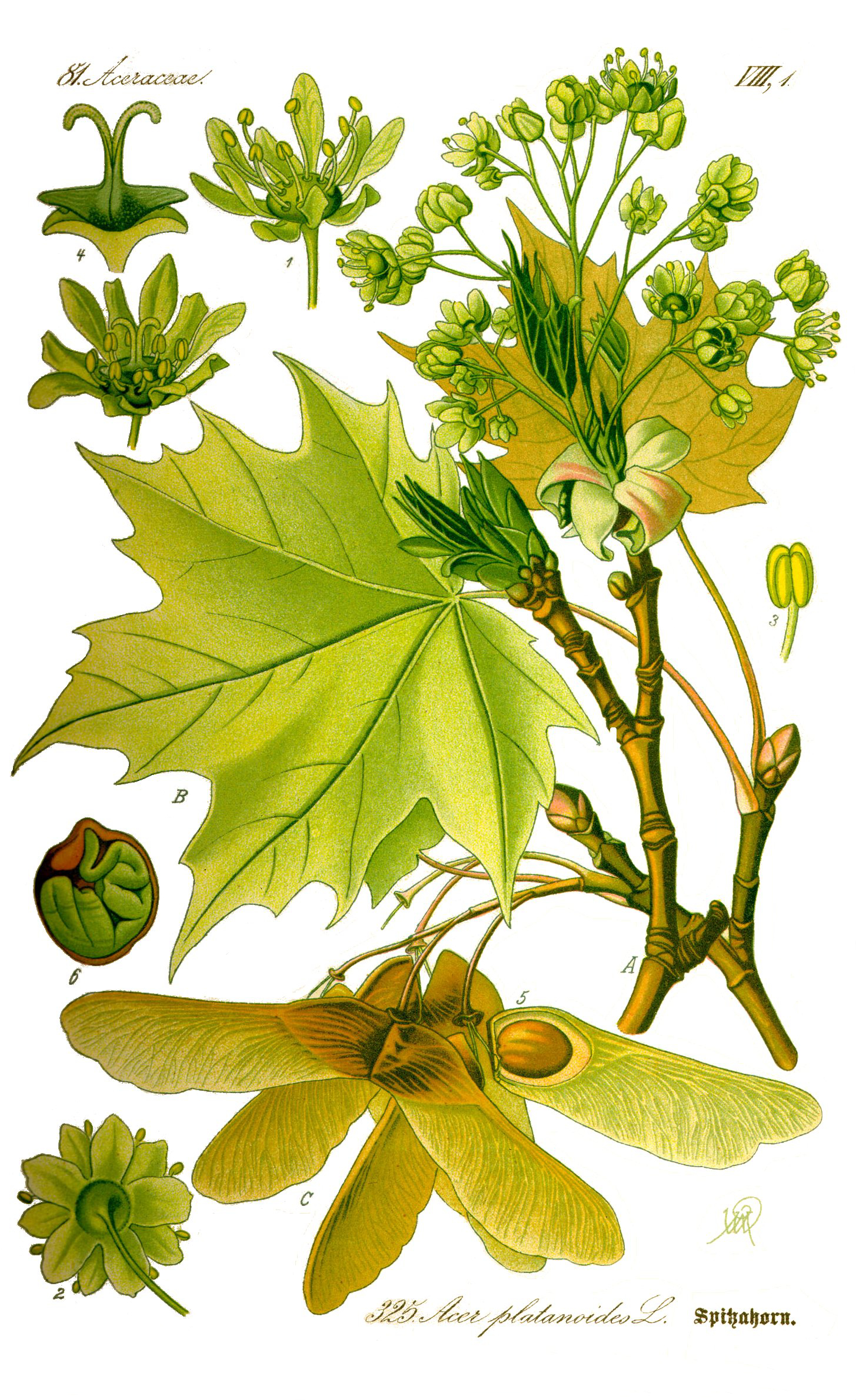

La pianta raggiunge un'altezza di 20 m, talvolta anche di 30 m. Il tronco è slanciato e diritto, la chioma è ovaleggiante con rami principali che si allungano verso l'alto. La chioma è composta da foglie decidue, di colore verde chiaro su entrambe le pagine, palmate a 5 lobi poco profondi e dentati. Sono di grandi dimensioni, 10–15 cm con al termine una punta spesso ricurva (da qui il nome di "acero riccio"). Il picciolo lungo 8–10 cm, di colore rossastro, se viene spezzato emette lattice. Il fogliame diventa di colore rosso-vivo in autunno. 
Ha gemme a scaglie rossastre con alla base una macchiolina color oliva, le cicatrici fogliari si toccano.
La corteccia è liscia negli alberi giovani, sottile e bruno-grigiastra, aumento in spessore ricoprendosi di screpolature e si fessura longitudinalmente nella pianta adulta, senza tuttavia staccarsi in placche.
I fiori sono glabri e di colore giallo-verdastri, con 8 stami, emergono prima della fogliazione. Sono usati dalle api per produrre il miele (specie mellifera).
I frutti sono disamare ad ali divergenti di 160°. Sono lungamente peduncolate: le ali sono lunghe 40–55 mm di lunghezza e circa 7–8 mm di larghezza. Maturano a settembre-ottobre.
L'apparato radicale è simile all'acero di monte (ben espanso lateralmente), non produce polloni.

## Distribuzione e habitat
L'acero riccio ha un vasto areale che comprende quasi tutta l'Europa, la regione caucasica e l'Asia centrale sino al Pakistan.